# Alexandra Myšková

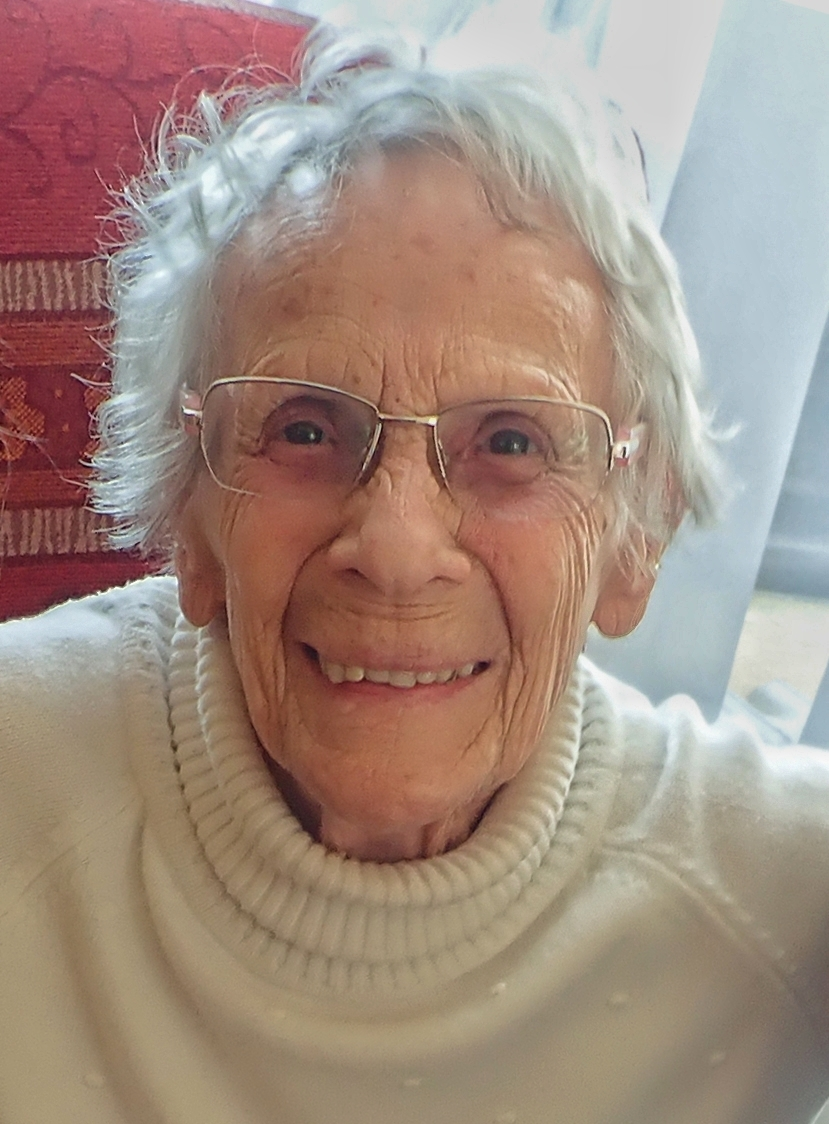
Alexandra Myšková týden po 101. narozeninách v dubnu 2023 ve Vráži

Alexandra Myšková (* 4. dubna 1922 Praha) je česká herečka, režisérka a divadelní pedagožka. Do roku 1970 pracovala jako herečka a divadelní pedagožka v Československu. Od roku 1970 žije v Norsku, kde působila jako divadelní a rozhlasová režisérka a pedagožka.

## Život
V roce 1941 absolvovala Státní konzervatoř. V průběhu druhé světové války působila v Divadélku pro 99 společně s Felixem le Breux, Danou Medřickou a dalšími pod vedením Jindřicha Honzla. Po válce krátce účinkovala ve Studiu Národního divadla a poté působila v letech 1946–1950 v Realistickém divadle. Mezi lety 1950–1970 byla členkou hereckého souboru Městských divadel pražských. Od roku 1961 vyučovala na DAMU. Mezi lety 1948 a 1968 vytvořila role ve dvaceti filmech. V roce 1970 se vystěhovala do Norska. Od roku 1970 do roku 1995 působila jako divadelní pedagožka na Státní divadelní škole v Oslu a poté na Muzikálové a taneční akademii Bårdar. Současně režírovala v norském rozhlasu vlastní dramatizace A. P. Čechova, Ivan Sergejeviče Turgeněva, Karla Čapka.
Alexandra Myšková byla třikrát vdaná. Jejím prvním manželem byl Vladimír Ráž, třetím kostýmní a jevištní výtvarník Zdeněk Seydl.
Alexandra Myšková je milovnicí klasické hudby, zejména opery, a coby pacifistka odpůrkyní násilí a válek . V roce 2022 přispěla ve svých 100 letech na nahrávku skladby Modlitba za mír .

## Ocenění
V norských divadlech režírovala více než dvacet inscenací. Za inscenaci Měsíc na vsi získala v roce 1983 norskou cenu kritiků. Za svůj celoživotní přínos norské kultuře byla oceněna Řádem krále Haralda V.

## Divadelní role
Alexandra Myšková ztvárnila více než sedmdesát divadelních rolí.

## Filmografie
Hrála ve filmech Alfréda Radoka či Zbyňka Brynycha.
- Daleká cesta domů, 1948
- …a pátý jezdec je Strach, 1964

## Alexandra Myšková v médiích
V roce 2022, kdy se dožila 100 let, poskytla Alexandra Myšková rozhovor Českému rozhlasu Dvojka pro pořad Noční Mikrofórum (reportér Ondřej Kepka)  a jihočeskému kulturnímu serveru Kulturne.com , na 4. 4. 2023 připravila Česká televize premiéru pořadu 13. komnata Alexandry Myškové (reportér Karolína Kočí) . Jejímu životnímu jubileu se věnoval i tisk , včetně bulvárního  , studentskou práci o ní zpracovali žáci písecké školy ZŠ Svobodná .